# Komitat Bács-Bodrog
Komitat Bács-Bodrog (węg. Bács-Bodrog vármegye, łac. comitatus Bacsiensis et Bodrogiensis) – dawny komitat w południowej części Królestwa Węgier, w Wojwodinie.
Komitat Bács-Bodrog powstał w 1802 z połączenia komitatów Bács i Bodrog istniejących od XIII w. Tereny te od XVI w. do 1699 należał do Imperium Osmańskiego, następnie do Habsburgów. W latach 1849–1860 komitat należał do Wojwodiny Serbskiej i Banatu Temeszwarskiego. Siedzibą władz komitatu było miasto Zombor. W okresie przed I wojną światową komitat dzielił się na trzynaście powiatów, jedno miasto komitackie i cztery miasta na prawach komitatu.
Po traktacie w Trianon większość terytorium komitatu znalazło się w granicach Królestwa Serbów, Chorwatów i Słoweńców. Okrojony do ok. 15% powierzchni komitat z siedzibą w Baja utrzymał się do 1950, kiedy to wraz z częścią komitatu Pest-Pilis-Solt-Kiskun utworzył komitat Bács-Kiskun.
| Powiaty (járás)                                         | Powiaty (járás) |
| Powiat                                                  | Siedziba władz  |
| ------------------------------------------------------- | --------------- |
| Apatin                                                  | Apatin          |
| Bácsalmás                                               | Bácsalmás       |
| Baja                                                    | Baja            |
| Hódság                                                  | Hódság          |
| Kula                                                    | Kula            |
| Óbecse                                                  | Óbecse          |
| Palánka                                                 | Palánka         |
| Titel                                                   | Titel           |
| Topolya                                                 | Topolya         |
| Újvidék                                                 | Újvidék         |
| Zenta                                                   | Zenta           |
| Zombor                                                  | Zombor          |
| Zsablya                                                 | Zsablya         |
| Miasta komitackie (rendezett tanácsú város)             |                 |
| Zenta                                                   |                 |
| Miasta na prawach komitatu (törvényhatósági jogú város) |                 |
| Baja                                                    |                 |
| Szabadka                                                |                 |
| Újvidék                                                 |                 |
| Zombor                                                  |                 |